# Ацтек (Нью-Мексико)
Ацтек (англ. Aztec) — город в штате Нью-Мексико (США). Административный центр округа Сан-Хуан. В 2010 году в городе проживали 6763 человека. На севере города находится национальный памятник Ацтекские руины. Ацтек входит в метрополитенский ареал Фармингтона.

## Географическое положение
По данным Бюро переписи населения США Ацтек имеет площадь 34,0 квадратных километров.

## История
Территория Ацтека была населена индейскими племенами более 1000 лет. На территории города сохранились Ацтекские руины, внесённые в список наследия ЮНЕСКО. Они были построены в XII веке. Летом 1776 года руины нашли отец Франциско Атанозио Домингес и отец Франциско Велас де Эскаланте. Первые англоговорящие поселенцы появились на территории поселения в 1879 году. Населённый пункт был основан в 1887 году, как место для торговли. Он был назван Ацтек из-за близлежащих руин, поселенцы предполагали, что они принадлежали ацтекам. К 1900 году открылись аптека, парикмахерская, мельницы, салон, магазины, адвокатские и медицинские службы, хорошо развивалось сельское хозяйство. В 1903 году провели телефон, а к 1905 году построили железную дорогу. В 1921 году вблизи города пробурили скважину и нашли газ и нефть.

## Население
| Год переписи | Нас. |  | %±     |
| ------------ | ---- |  | ------ |
| 1910         | 509  |  | —      |
| 1920         | 489  |  | −3,9%  |
| 1930         | 740  |  | 51,3%  |
| 1940         | 756  |  | 2,2%   |
| 1950         | 885  |  | 17,1%  |
| 1960         | 4137 |  | 367,5% |
| 1970         | 3354 |  | −18,9% |
| 1980         | 5512 |  | 64,3%  |
| 1990         | 5479 |  | −0,6%  |
| 2000         | 6378 |  | 16,4%  |
| 2010         | 6763 |  | 6%     |
| 2016         | 5960 |  | −11,9% |

По данным переписи 2010 года население Ацтека составляло 6763 человека (из них 47,7 % мужчин и 52,3 % женщин), в городе было 2677 домашних хозяйств и 1712 семей. Расовый состав: белые — 78,1 %. 23,7 % имеют латиноамериканское происхождение.
Население города по возрастному диапазону по данным переписи 2010 года распределилось следующим образом: 27,4 % — жители младше 18 лет, 4,2 % — между 18 и 21 годами, 54,8 % — от 21 до 65 лет и 13,6 % — в возрасте 65 лет и старше. Средний возраст населения — 34,3 года. На каждые 100 женщин в Ацтеке приходилось 91,2 мужчин, при этом на 100 совершеннолетних женщин приходилось уже 88,7 мужчин сопоставимого возраста.
Из 2677 домашних хозяйств 64,0 % представляли собой семьи: 43,8 % совместно проживающих супружеских пар (19,0 % с детьми младше 18 лет); 14,5 % — женщины, проживающие без мужей и 5,6 % — мужчины, проживающие без жён. 36,0 % не имели семьи. В среднем домашнее хозяйство ведут 2,50 человека, а средний размер семьи — 3,11 человека. В одиночестве проживали 30,3 % населения, 12,2 % составляли одинокие пожилые люди (старше 65 лет).

## Экономика
В 2016 году из 4896 человек старше 16 лет имели работу 2958. При этом мужчины имели медианный доход в 44 609 долларов США в год против 32 692 долларов среднегодового дохода у женщин. В 2016 году медианный доход на семью оценивался в 55 230 $, на домашнее хозяйство — в 42 108 $. Доход на душу населения — 23 198 $ в год. 10,5 % от всего числа семей в Ацтеке и 12,5 % от всей численности населения находилось на момент переписи за чертой бедности.